# Ибрагимов, Ибрагим Ибишевич
Ибраги́м Иби́шевич Ибраги́мов (азерб. İbrahim İbiş oğlu İbrahimov; 28 февраля 1912, Гаргабазар, Елизаветпольская губерния — 6 ноября 1994) — азербайджанский советский математик, академик АН Азербайджанской ССР (1968), профессор, доктор физико-математических наук.

## Биография
В 1935 году окончил физико-математический факультет Азербайджанского педагогического института.
После окончания АГПИ начинает работать как у себя в институте и в Азербайджанском государственном университетеА. Для прохождения аспирантуры был послан в Москву. Учился под руководством выдающегося учёного А. О. Гельфонда.
В 1939 году окончил аспирантуру МГУ им. М. В. Ломоносова.
В 1939 году И. Ибрагимов стал первым азербайджанцем, получившим степень кандидата наук по математике. Тема кандидатской диссертации: «О полноте некоторых систем аналитических функций».
В 1945—1947 годы прошёл докторантуру МГУ им. М. В. Ломоносова. В 1947 он защитил докторскую диссертацию.
В 1939—1962 годы работал Азербайджанском педагогическом институте. С 1949 года — профессор. В 1957 году перешёл на работу в Институт физики и математики АН Азербайджанской ССР.
C 1959 по 1963 год — директор Института математики и механики АН Азербайджанской ССР.
Ибрагим Муаллим был известным учёным в СССР и в мире.
В 1959 году избран членом-корреспондентом Академии наук. В 1968 году избран академиком.
Основатель школы теории функций в Азербайджане.

### Семья и личная жизнь
У Ибрагима Ибрагимова и его супруги Сафуры родилось четверо детей:
- Саида[3] — филолог, заведующая кафедрой иностранных языков в НАНА;
- Аида — доктор, сотрудник кафедры АМУ им. Н. Нариманова);
- Сарраф — математик, сотрудник кафедры математики АзИСИ;
- Фархад — математик.

## Научная деятельность
Основные исследования И. Ибрагимова относятся к теории аналитических функций, теории приближений, теории функций действительного и комплексного переменного. В результате напряжённой научной работы им были получены ценные результаты по точному и асимптотическому выражению наилучшего приближения функций действительного переменного с различными особенностями, выявлен ряд экстремальных свойств целых конечной степени на вещественной оси.
С 1962 года занимался прямыми и обратными задачами теории наилучшего приближения в различных бесконечных областях. Совместно с М. Келдышем нашёл критерий сходимости интерполяционного процесса Ньютона во всем классе целых функций. Совместно с А. Гельфондом была решена проблема о двух точках, что явилось крупным вкладом в теорию функций и отправным пунктом многих дальнейших исследований. Определил условия полноты и область полноты различных систем аналитических функций методами теории интерполяции.
Работал в тесной связи с выдающимися советскими математиками М. В. Келдышем, С. Н. Бернштейном, А. О. Гельфондом, М. А. Лаврентьевым и другими в области конструктивной теории функций комплексного и действительного переменного.
Совместные работы с М. В. Келдышем и А. О. Гельфондом составили заметный вклад в теорию функций. Работал в тесной связи с С. Н. Бернштейном в области конструктивной теории функций комплексного и действительного переменного.
Подготовил 36 кандидатов и 1 доктора наук (Р. Г. Мамедов).

### Избранные труды

Мемориальная доска на стене дома в Баку, в котором жил Ибрагим Ибрагимов

Автором более 80 научных трудов, в том числе:
- О полноте некоторых систем аналитических функций (1939)
- Экстремальные задачи в классе целых функций конечной степени (1959)
- Некоторые неравенства для целых функций экспоненциального типа (1960)
- Некоторые неравенства для алгебраических многочленов (1961)
- Экстремальные свойства целых функций конечной степени (1962)
- Об экстремальных свойствах аналитических функций в бесконечных областях (1965)
- Методы интерполяции функций и некоторые их применения (1971)
- О способах нахождения функций, наименее уклоняющихся от функций многих переменных (совм. с М.— Б. А. Бабаевым)(1971)
- О полноте некоторых систем аналитических функций, ДАН 197:5 (совместно с И. С. Аршоном)(1971)
- Методы интерполяции функций и некоторые их применения, (1971)
- Проблема единственности целых аналитических функций, Тезисы докладов на Всесоюзной конференции по теории функций комплексн. переменного в г. Харькове. (1971)
- О распределении нулей частных сумм ряда Тейлора — Дирихле. (совместно с И. Г. Мехтиевым) (1971)
- Об условиях монотонности последовательности производных полиномов А. О. Гельфонда — С. Н. Бернштейна (1971)
- Об исследовании проблемы единственности целых функций методами теории интерполяции (1971)
- Специальные вопросы теории функций (1977)
- Теория приближения целыми функциями (1979)
- Избранные вопросы теории аналитических функций (1984) и др.

Им написаны учебные пособия на азербайджанском языке «Основы теории чисел» (1955), «Основы теории рядов» (1957), «Математический анализ» (1962), которые сыграли важную роль в подготовке национальных кадров в области математики и техники.